# Andrew Puzder
Andrew Franklin (Andy) Puzder (Cleveland, 11 juli 1950) is een Amerikaans zakenman, politiek activist en publicist. Puzder, van huis uit jurist, is sinds 2000 directeur van CKE Restaurants, het moederbedrijf van de ketens Hardee's en Carl's Jr. Hij staat bekend als uitgesproken conservatief.

## Persoonlijk leven en opleiding
Puzder werd in 1950 geboren in Cleveland, Ohio als zoon van Winifred Franklin en Andrew Frank Puzder en groeide op in Russell Township. Hij studeerde aan Kent State University, maar verliet de universiteit zonder graad na de schietpartij in 1970 op de campus. Vervolgens woonde hij in Cleveland Heights, werkte hij als verkoper in een gitaarwinkel en studeerde hij verder aan Cleveland State University, waar hij in 1975 een bachelorgraad behaalde in geschiedenis. Hij vervolgde zijn studie aan de private Washington University in St. Louis, waar hij redacteur was bij de Washington University Law Quarterly en studeerde in 1978 af in de rechten (JD).
Puzder trouwde in 1973 met Lisa Henning, met wie hij twee kinderen kreeg. Zij scheidden in 1987. Datzelfde jaar trouwde Puzder met Deanna L. Descher, met wie hij vier kinderen heeft. Van Puzder is bekend dat hij katholiek is.

## Carrière

### Juridisch
Na zijn graad in de rechten te hebben behaald was Puzder werkzaam op het gebied van ondernemingsrecht bij het advocatenkantoor Morris Shenker in St. Louis tussen 1978 en 1983. In 1984 verhuisde hij naar Stolar Partnership en werkte met procesadvocaat Charles Seigel. Tot 1991 was hij ook zelf actief als procesadvocaat in St. Louis.
In de jaren 1980 en 1990 werd Puzder beschouwd als een van de leidende anti-abortusadvocaten van Missouri, was hij actief in de anti-abortusgroep Lawyers for Life en beschreef hij in een artikel hoe het toekennen van rechten aan foetussen zou kunnen leiden tot een heroverweging van het arrest Roe v.Wade. Hij was een van de auteurs van een wet in Missouri die bepaalde dat leven begint bij de bevruchting, ongerelateerd aan abortuswetgeving. De wet was ontworpen om te testen of staten konden bepalen wanneer leven begint; de wet werd in 1989 door het Hooggerechtshof in bevestigd.

### CKE Restaurants
Als advocaat kwam Puzder in contact met Carl Karcher, de oprichter van de restaurantketen Carl's Jr. quick-services, die toen in financiële moeilijkheden verkeerde onder meer vanwege een onderzoek door de Securities and Exchange Commission naar handelen met voorkennis. Hij werd door de SEC aangeklaagd, omdat hij verschillende familieleden zou hebben verteld hun aandelen te verkopen voordat een rapport over tegenvallende resultaten zou uitkomen. In 1989 betaalde Karcher $664,000 als onderdeel van een schikking. Karcher vroeg Puzder om naar Californië te verhuizen om op te treden als zijn persoonlijke advocaat, wat hij in 1991 deed. Het werd aan Puzder toegeschreven dat het financiële dilemma van Karcher werd afgewikkeld, waarmee bankroet werd afgewend en een groot deel van het eigendom in het bedrijf CKE Restaurants werd behouden. Puzder was van 1991 tot 1994 partner bij een advocatenkantoor in Costa Mesa en van 1994 tot 1995 aandeelhouder van een ander kantoor.
Een deel van de oplossing van de problemen was mogelijk dankzij een overeenkomst met William P. Foley, directeur van Fidelity National Financial. In 1994 werd Foley voorzitter en directeur van CKE, en werd Karcher emeritus voorzitter. In 1995 trad Puzder zelf toe tot het bestuur van CKE als Executive Vice President and General Counsel for Fidelity. Hij gaf hiermee leiding aan een van de grootste juridische afdelingen binnen een onderneming tot juni 2000. Samen met Foley werkte Puzder ook aan de oprichting van de Santa Barbara Restaurant Group, een conglomeraat van restaurantketens, waarvan hij als CEO optrad.
In juni 2000 werd Puzder benoemd tot directeur van het in 1997 overgenomen en noodlijdende bedrijf Hardee's Food Systems. Puzder wist het tij te keren, het bedrijf van de ondergang te redden en weer winstgevend te maken. In 2005 lanceerde CKE Restaurants onder Puzder's leiding een controversiële campagne waarmee het bedrijf zich door modellen in bikini richtte op een hongerig jong publiek. De advertenties werden bekritiseerd vanwege de manier waarop ze vrouwen neerzetten. Puzder verdedigde de campagne met de opmerking dat hij mooie vrouwen in bikini's die hamburgers eten heel Amerikaans vond.
In 2010 werd CKE door Apollo Global Management van de beurs gehaald in een transactie die ongeveer op een miljard dollar werd gewaardeerd. In 2013 werd het bedrijf vervolgens overgenomen door Roark Capital Group, maar de directie bleef aan, inclusief Puzder als directeur. Er zijn anno 2016 meer dan 3700 restaurants actief onder de merknamen van CKE met een jaarlijkse omzet van 1,4 miljard dollar en ongeveer 75.000 werknemers (inclusief franchisenemers).
Naast zijn hoofdwerkzaamheden werd Puzder in 2011 benoemd in de nationale adviesraad van zijn alma mater, Washington University School of Law in St. Louis, en in 2013 werd hij gekozen als bestuurslid van de International Franchise Association. Ook was hij medevoorzitter van de National Council van de invloedrijke denktank en lobbyorganisatie American Enterprise Institute.

## Politiek
Puzder staat bekend als uitgesproken conservatief op onderwerpen zoals economie, minimumloon, abortus en gezondheidszorg. In 2011 doneerde Puzder geld aan het Plan for Jobs and Economic Growth van de Republikeinse presidentiële kandidaat Mitt Romney en hij was adviseur en woordvoerder van de campagne. In 2012 was hij gedelegeerde voor zijn thuisstaat bij de Republikeinse Nationale Conventie van 2012 en 2016, en later was hij medevoorzitter van de subcommissie van de partij die over economie, werkgelegenheid en schuld ging. In 2016 wierf Puzder fondsen voor de presidentiële campagne van Donald Trump en doneerde hij samen met zijn vrouw $332.000 aan Trumps campagne, de Republikeinse Partij en diverse gelieerde organisaties. Ook vervulde hij advies- en bestuursfuncties voor de campagne in Californië en was hij woordvoerder op economisch gebied.
In december 2016 werd Puzder aangekondigd als de beoogd minister van Arbeid in het nieuwe kabinet van Donald Trump. Vanwege zijn standpunten en beschuldigingen van belastingontduiking en huiselijk geweld was hij omstreden. Na het bericht dat hij een illegale immigrant in dienst had gehad, bleek ook de Republikeinse Partij zijn kandidatuur niet langer met voldoende stemmen te steunen en trok hij die medio februari 2017 in.

## Publicaties en standpunten

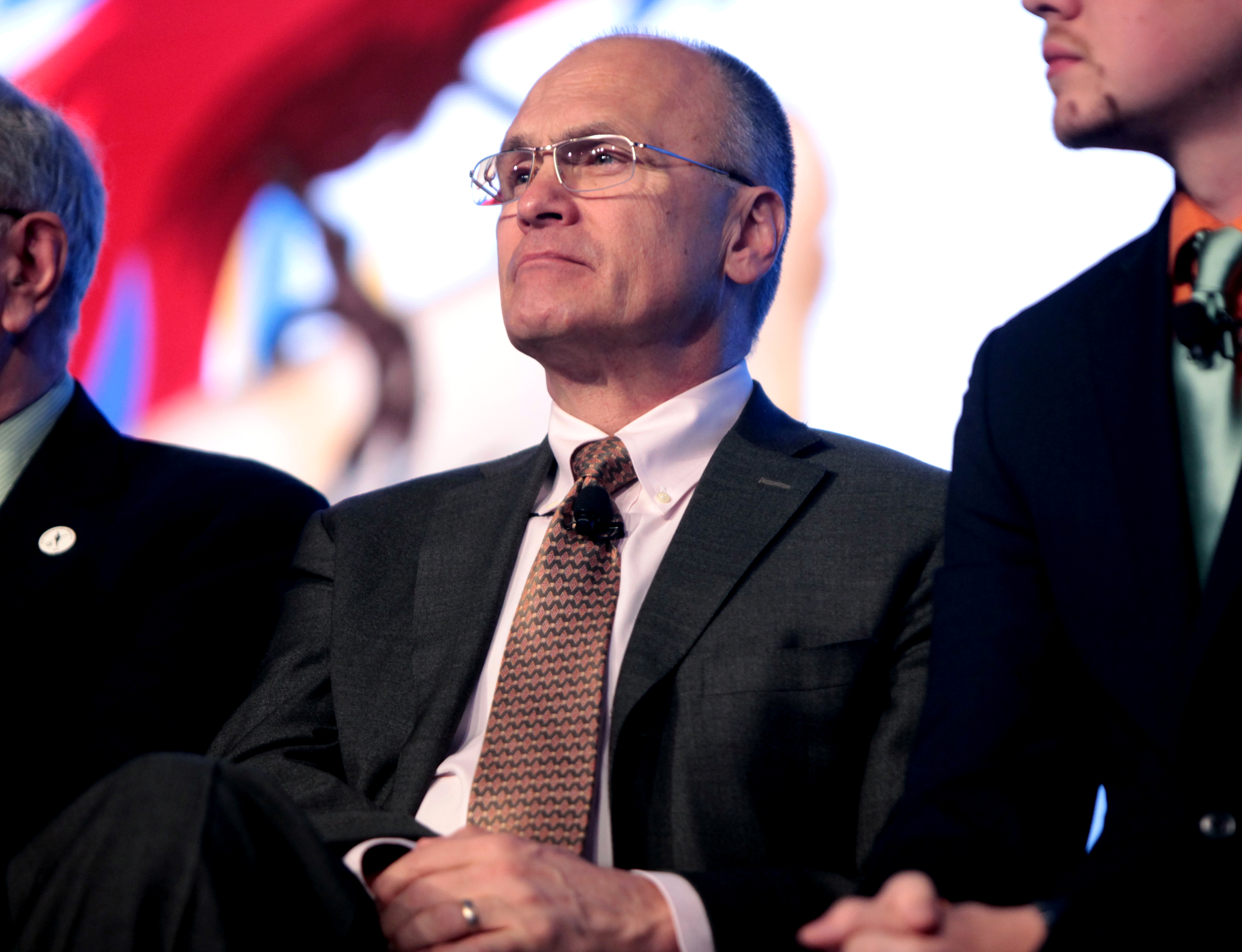
Puzder als spreker op FreedomFest in Las Vegas, Nevada in juli 2016.

Puzder sprak zich uit tegen het verhogen van het federale minimumloon en betoogde dat dit vooral tot hogere prijzen en verdergaande automatisering zou leiden, en de werkgelegenheid zou schaden. Ook sprak hij zich uit tegen een maatregel waardoor werknemers recht zouden krijgen op uitbetaling van overwerk en was hij kritisch op beleid voor betaald ziekteverlof. In een interview met Business Insider in 2016 stelde Puzder dat hij verdergaande automatisering zou verwelkomen, omdat machines volgens hem altijd beleefd  zijn, geen vakantie nemen, nooit te laat komen en er nooit gedoe komt over discriminatie op grond van leeftijd, geslacht of ras. Hij steunde vergaande immigratiehervorming in 2013.
Puzder schreef regelmatig over economische en juridische onderwerpen in tijdschriften, waaronder The Wall Street Journal, Forbes, Real Clear Politics, CNBC online, National Review, The Hill en Politico. Ook was hij gast bij diverse bedrijfsgeoriënteerde nieuwsprogramma's en sprak hij vaak op universiteiten en colleges over economische onderwerpen en de impact van overheidsbeleid op bedrijven. In 2010 schreef hij mee aan het boek Job Creation: How It Really Works and Why Government Doesn't Understand It.